# Wasilij Kriuczkow
Wasilij Jegorowicz Kriuczkow (ros. Василий Егорович Крючков, ur. 22 października 1921 we wsi Zaokskoje w guberni riazańskiej, zm. 2 stycznia 1985 w Mińsku) – radziecki lotnik wojskowy, Bohater Związku Radzieckiego (1946).

## Życiorys
Do 1937 skończył 7 klas szkoły, a w 1939 zawodową szkołę kolejową w Riazaniu, pracował jako ślusarz w Riazaniu, od kwietnia 1940 służył w Armii Czerwonej. W styczniu 1942 ukończył wojskową lotniczą szkołę pilotów w Batajsku, był lotnikiem w pułku lotnictwa myśliwskiego w Zakaukaskim Okręgu Wojskowym, od maja 1942 walczył w wojnie z Niemcami jako lotnik i dowódca klucza 821 pułku lotnictwa myśliwskiego, a od grudnia 1942 do maja 1945 dowódca klucza, zastępca dowódcy i dowódca eskadry 249 pułku lotnictwa myśliwskiego/163 gwardyjskiego pułku lotnictwa myśliwskiego na Froncie Zakaukaskim i Północno-Kaukaskim, w składzie Samodzielnej Armii Nadmorskiej, na 4 Froncie Ukraińskim i 2 Białoruskim, w 1943 został lekko ranny. Uczestniczył w obronie Krymu, bitwie o Kaukaz, operacji noworosyjsko-tamańskiej, kerczeńsko-eltigeńskiej, krymskiej, mohylewskiej, białostockiej, osowieckiej, pomorskiej i berlińskiej. Jako dowódca eskadry 163 gwardyjskiego pułku lotnictwa myśliwskiego 229 Dywizji Lotnictwa Myśliwskiego 4 Armii Powietrznej wykonał 572 loty bojowe, w 117 walkach powietrznych strącił osobiście 10 i w składzie grupy 7 samolotów wroga. Po wojnie do stycznia 1946 dowodził eskadrą w Północnej Grupie Wojsk w Polsce, w listopadzie 1946 ukończył kursy dowódców eskadr w wyższej lotniczej szkole oficerskiej w Lipiecku, później był dowódcą eskadry, pomocnikiem dowódcy i dowódcą pułku lotniczego w Północnej Grupie Wojsk, 1955-1958 był pomocnikiem szefa sztabu 37 Armii Powietrznej w Północnej Grupie Wojsk. W latach 1958–1964 pracował w sztabie 26 Armii Powietrznej w Białoruskim Okręgu Wojskowym, 1964-1971 służył w Grupie Wojsk Radzieckich w Niemczech, w listopadzie 1971 zakończył służbę w stopniu pułkownika.

## Odznaczenia
- Złota Gwiazda Bohatera Związku Radzieckiego (15 maja 1946)
- Order Lenina (15 maja 1946)
- Order Czerwonego Sztandaru (trzykrotnie – 3 października 1942, 12 lipca 1944 i 30 kwietnia 1945)
- Order Aleksandra Newskiego (20 września 1944)
- Order Wojny Ojczyźnianej I klasy (5 maja 1943)
- Order Czerwonej Gwiazdy (trzykrotnie – 25 października 1943, 22 lutego 1955 i 26 października 1955)
- Medal „Za zasługi bojowe” (15 listopada 1950)
- Medal „Za obronę Kaukazu”

I inne.